# 横川潤
横川 潤（よこかわ じゅん、1962年10月8日 - ）は、日本の食評論家、エッセイスト。
亜細亜大学経営学部ホスピタリティ・マネジメント学科教授。外食産業マーケティング研究の第一人者。すかいらーくグループ創業者・横川端の長男。

## 経歴・人物
長野県諏訪市生まれ、東京都国立市育ち。中央大学附属高等学校、慶應義塾大学法学部法律学科卒業。慶應義塾大学大学院商学研究科修士課程を修了後、ニューヨーク大学経営大学院（スターン・スクール・オブ・ビジネス）でMBA取得。
1994年 『レストランで覗いたニューヨーク万華鏡』（柴田書店）でデビュー。
以後『FRaU』『Flash!』『週刊現代』『月刊現代』『日刊ゲンダイ』『Seven Seas』『kotoba』等の一般誌、『東京カレンダー』『Winart』『月刊食堂』『飲食店経営』『FoodBiz』等の 専門誌で連載を持ち、レストラン評やマーケティング論を展開。
1997年 アメリカの有力グルメガイド『ザガット・サーベイ』を翻訳して日本に初めて紹介。
2000年『東京最高のレストラン』（ぴあ共編著）を企画立案。座談会スタイルの年刊レストラン評価本で、ロングランの定番グルメガイドとなった。
『ルイヴィトン・シティガイド東京』レストラン編執筆者、『ミーレガイド（シンガポール）』日本編監修者。「ほこxたて（フジテレビ）」「TVチャンピオン（テレビ東京）」等の審査員、ニュースやバラエティ番組のコメンテーターも務めている。
松蔭女子短期大学（専任講師）、文教大学（専任講師、准教授、教授）を経て、2019年から現職。

## 連載中
- 「横川潤の食べ歩記」『月刊食堂 』柴田書店
- 「外食万華鏡」Business Journal (powered by cyzo)
- 「ippin あのひとの「美味しい」に出会う」ぐるなび

## 主な著書
- 『絶対また行く料理店101』集英社インターナショナル
- 『東京イタリアン誘惑50店』講談社
- 『アメリカかぶれのコンビニグルメ論』講談社
- 『美味しくって、ブラボーッ!』新潮社
- 『ニューヨーク美食紀行』日経BP社
- 『レストランで覗いたニューヨーク万華鏡』柴田書店
- 『フードサービス辞典』柴田書店（共編著）
- 『恐慌下におけるA（え〜）級の店選び　究極の法則』講談社+α新書
- 『〈錯覚〉の外食産業』商業界
- 『クックパッド社員の名刺の秘密』講談社
- 『神話と象徴のマーケティング --顕示的商品としてのレコード』創成社

## 主な活動
- 日本フードサービス学会副会長
- エンジン01文化戦略会議会員
- 日本文化デザインフォーラム会員